# Esteban Salmón de Luna
Esteban Salmón de Luna fue un militar y político peruano.  Es considerado un prócer de la independencia del Perú y fue uno de los firmantes del Acta de Independencia del Perú.
Se inició en la marina del virreinato. Fue subteniente del Regimiento de la Concordia Española en Lima. Se incorporó al Ejército Libertador bajo el mando de José de San Martín en 1821. Marino fue alférez de fragata de la Marina de Guerra del Perú en 1822 y comandante general de la Marina y capitán de Fragata del Puerto del Callao en 1832. 
Partidario del mariscal Agustín Gamarra, en 1829 fue elegido diputado por la provincia de Huarochirí, siendo reelegido luego en 1831 y 1832.
Se casó en primera nupcias con Bernarda Fernández de Villalta con quien tuvo seis hijos. Uno de ellos fue Adolfo Salmón Fernández de Villata, uno de los socios fundadores del Club Nacional en Lima. En 1860, se casó con Petronila de las Casas Moscoso en segundas nupcias sin tener descendencia. Falleció en Lima el 7 de diciembre de 1860.